# Nyírmártonfalva
Nyírmártonfalva là một thị trấn thuộc hạt Hajdú-Bihar, Hungary. Thị trấn này có diện tích 57,48 km², dân số năm 2010 là 2040 người, mật độ 35 người/km².